# イーライと13番目の懺悔
『イーライと13番目の懺悔』（Eli and the Thirteenth Confession）は、ローラ・ニーロが1968年に発表したセカンド・アルバム。

## 概要
1968年1月から2月にかけて、チャーリー・カレロとニーロの共同プロデュースの下、レコーディングは行われた。カレロは編曲も担当した。
ヒュー・マクラッケン（エレクトリック・ギター）、チャック・レイニー（ベース）、アーティー・シュレック（ドラムズ）、バディ・サルツマン（ドラムズ）、ズート・シムズ（サキソフォン）、ジョー・ファレル（サキソフォン、フルート）、ポール・グリフィン（ピアノ、「イーライがやって来る」と「ディセンバーズ・ブードア」のみ）ほか多数のミュージシャンが録音に参加した。
収録曲はすべてニーロの作詞作曲。ジャケットの写真はコロムビア・レコードのアート・ディレクターのボブ・カトー（Bob Cato）が撮影した。
1968年3月13日に発売され、ビルボードのアルバム・チャートで181位を記録した。
2002年に再発されたリマスター盤には、1967年11月29日にレコーディングされたデモ3曲が追加された。
2017年12月20日、日本のソニー・ミュージックジャパンインターナショナルから限定2枚組CDが発売された。
『ローリング・ストーン』誌の「歴代最高のアルバム500選」に選ばれている。

## 収録曲
Side 1
1. ラッキー - Luckie - 3:00
2. ルー - Lu - 2:44
3. スウィート・ブラインドネス - Sweet Blindness - 2:37
4. ポヴァティ・トレイン - Poverty Train - 4:16
5. ロンリー・ウーマン - Lonely Women - 3:32
6. イーライがやって来る - Eli's Comin'  - 3:58

Side 2
1. タイマー - Timer - 3:22
2. ストーンド・ソウル・ピクニック - Stoned Soul Picnic - 3:47
3. エミー - Emmie - 4:20
4. ウーマンズ・ブルース - Woman's Blues - 3:46
5. ファーマー・ジョー - Once It Was Alright Now (Farmer Joe) - 2:58
6. ディセンバーズ・ブードア - December's Boudoir - 5:05
7. 懺悔 - The Confession - 2:50

### 2002年リマスター盤
1. ルー (デモ) - Lu (Demo) - 2:37
2. ストーンド・ソウル・ピクニック (デモ) - Stoned Soul Picnic (Demo) - 3:37
3. エミー (デモ) - Emmie (Demo) - 4:25

### 2017年日本限定発売盤
2枚組のCD。1枚目は通常ステレオ・ミックスの13曲と2002年リマスター盤の際のボーナストラック3曲。2枚目はプロモ用に配布されたモノラル・ミックスの13曲とシングル2曲。
1. イーライがやって来る (シングル・バージョン) - Eli's Comin'  - 3:14
2. セイヴ・ザ・カントリー (シングル・バージョン) - Save the Country - 2:27

## パーソネル
- ローラ・ニーロ - ピアノ、ヴォーカル、ハーモニー、「懺悔の目撃者」
- ラルフ・カザーレ、チェット・アムステルダム - アコースティック・ギター
- ヒュー・マクラッケン – エレクトリック・ギター
- チャック・レイニー、チェット・アムステルダム – ベース
- アーティー・シュレック – ドラムス、ヴィブラフォン
- バディ・サルツマン – ドラムス
- デイヴ・ケアリー – パーカッション
- バーニー・グロウ、パット・キャレロ、アーニー・ロイヤル – トランペット
- ジョージ・ヤング、ズート・シムズ – サキソフォン
- ウェイン・アンドレ、ジミー・クリーブランド、レイ・デシオ – トロンボーン
- ジョー・ファレル – サキソフォン、フルート
- ポール・グリフィン – 「イーライがやって来る」と「ファーマー・ジョー」のピアノ

技術
- チャーリー・カレロ – プロデューサー、編曲
- ロイ・シーガル、スタン・トンケル – 技術
- ボブ・ケイトー – 写真撮影